# Velanda
Velanda – miejscowość (tätort) w Szwecji, w regionie administracyjnym (län) Västra Götaland, w gminie Trollhättan.
Według danych Szwedzkiego Urzędu Statystycznego liczba ludności wyniosła: 592 (31 grudnia 2015), 763 (31 grudnia 2018) i 776 (31 grudnia 2019).